# EV Landshut/Saisonübersichten

Wappen des EV Landshut

Logo von EVL Landshut Eishockey

Dieser Artikel dient der Darstellung von Saisonübersichten des Eislaufvereins Landshut (von 1948 bis 2002; seit 2013) sowie der Landshut Cannibals (von 2002 bis 2013), für die im Hauptartikel nur wenig Platz ist. Darunter fallen der jeweilige Kader sowie die Platzierung in der Hauptrunde und der Meister-/Abstiegsrunde, bzw. den Play-offs oder Play-downs.

## 1940er-Jahre
Saison 1948/49 – Gründung des EV Landshut – Bayerischer Vizemeister
| Liga              | Vorrunde | Sp | S | U | N | Tore | Punkte | Aufstiegsrunde | Sp | S | U | N | Tore | Punkte |
| ----------------- | -------- | -- | - | - | - | ---- | ------ | -------------- | -- | - | - | - | ---- | ------ |
| Landesliga Bayern | 1. Platz | 6  | 5 | 0 | 1 | 23:3 | 10:0   | 2. Platz       | 4  | 0 | 0 | 4 | 7:18 | –      |

| Tor:          | Neumann • Adolf Spohrer                                                      |
| Verteidigung: | Otto Kolbeck • Walter Rauhmeier • Fred Tayler • Josef Wagner                 |
| Sturm:        | Rudi Fischer • Hans Frühmorgen • Walter Kolb • Jaro Truntschka • Rudi Wagner |
| Trainer:      | Franz Stern                                                                  |

Saison 1949/50 – Bayerischer Vizemeister – Umzug auf den Tennisplatz Rot-Weiß
| Liga              | Vorrunde | Sp | S | U | N | Tore  | Punkte | Aufstiegsrunde | Sp | S | U | N | Tore | Punkte |
| ----------------- | -------- | -- | - | - | - | ----- | ------ | -------------- | -- | - | - | - | ---- | ------ |
| Landesliga Bayern | 2. Platz | 6  | 3 | 1 | 2 | 14:14 | 7:5    | –              | –  | – | – | – | –    | –      |

| Tor:          | Josef Rückerl • Adolf Spohrer                                                                                |
| Verteidigung: | Walter Rauhmeier • Fred Tayler • Josef Wagner • Rudi Wagner                                                  |
| Sturm:        | Hans Bach • Hans Frühmorgen • Erwin Huber • Walter Kolb • Otto Kolbeck • Hermann Simbürger • Jaro Truntschka |
| Trainer:      | Georg Zeller                                                                                                 |

## 1950er-Jahre
Saison 1950/51 – Bayerischer Vizemeister – Umzug an die Gabelsbergerstraße
| Liga              | Vorrunde | Sp | S | U | N | Tore | Punkte | Aufstiegsrunde | Sp | S | U | N | Tore | Punkte |
| ----------------- | -------- | -- | - | - | - | ---- | ------ | -------------- | -- | - | - | - | ---- | ------ |
| Landesliga Bayern | 2. Platz |    |   |   |   |      |        | –              | –  | – | – | – | –    | –      |

| Tor:          | Theo Kammermeier • Adolf Spohrer                                                                                                   |
| Verteidigung: | Fred Tayler • Josef Wagner • Rudi Wagner                                                                                           |
| Sturm:        | Hans Frühmorgen • Helmut Kalbe • Walter Kolb • Walter Rauhmeier • Hermann Simbürger • Franz Swoboda • Jaro Truntschka • Otto Zinkl |
| Trainer:      | Georg Zeller |

Saison 1951/52 – Bayerischer Vizemeister – Umzug an den Gutenbergweg
| Liga              | Vorrunde | Sp | S | U | N | Tore | Punkte | Aufstiegsrunde | Sp | S | U | N | Tore | Punkte |
| ----------------- | -------- | -- | - | - | - | ---- | ------ | -------------- | -- | - | - | - | ---- | ------ |
| Landesliga Bayern | 2. Platz |    |   |   |   |      |        | –              | –  | – | – | – | –    | –      |

| Tor:          | Theo Kammermeier • Josef Rückerl |
| Verteidigung: | Walter Kolb • Otto Kolbeck • Josef Wagner • Rudi Wagner |
| Sturm:        | Erwin Biebl • Hans Falkner • Hans Frühmorgen • Willi Huber • Ludwig Jena • Helmut Kalbe • Dieter Lang • Alfons Oberpriller • Karl Ohneis • Walter Rauhmeier • Franz Swoboda • Jaro Truntschka |
| Trainer:      | Georg Zeller |

Saison 1952/53 – Gang in die Relegation
| Liga              | Vorrunde | Sp | S | U | N | Tore | Punkte | Relegation | Sp | S | U | N | Tore | Punkte |
| ----------------- | -------- | -- | - | - | - | ---- | ------ | ---------- | -- | - | - | - | ---- | ------ |
| Landesliga Bayern | 4. Platz |    |   |   |   |      |        | 1. Platz   |    |   |   |   |      |        |

| Tor:          | Theo Kammermeier • Josef Rückerl |
| Verteidigung: | Hans Frühmorgen • Josef Wagner • Rudi Wagner |
| Sturm:        | Karl Bornemann • Hans Falkner • Ludwig Jena • Helmut Kalbe • Dieter Lang • Alfons Oberpriller • Egmond Scheibenzuber • Franz Swoboda • Jaro Truntschka • |
| Trainer:      | Georg Zeller |

Saison 1953/54 – Vizemeister Gruppe B
 Die Vorrunde der Landesligameisterschaft wurde in den Gruppen A und B ausgespielt.
| Liga              | Vorrunde | Sp | S | U | N | Tore | Punkte | Aufstiegsrunde | Sp | S | U | N | Tore | Punkte |
| ----------------- | -------- | -- | - | - | - | ---- | ------ | -------------- | -- | - | - | - | ---- | ------ |
| Landesliga Bayern | 2. Platz |    |   |   |   |      |        | –              | –  | – | – | – | –    |        |

| Tor:          | Hans Bach • Theo Kammermeier |
| Verteidigung: | Hans Frühmorgen • Otto Kolbeck • Josef Wagner • Rudi Wagner                                                                                 |
| Sturm:        | Ludwig Jena • Helmut Kalbe • Dieter Lang • Alfons Oberpriller • Walter Rauhmeier • Egmond Scheibenzuber • Franz Swoboda • Jaro Truntschka • |
| Trainer:      | Georg Zeller |

Saison 1954/55 – Bayerischer Vizemeister – Verpasster Aufstieg gegen Kaufbeuren
 Die Vorrunde der Landesligameisterschaft wurde in den Gruppen A, B und C ausgespielt. Landshut wurde Meister der Gruppe A und bei der Bayerischen Meisterschaft Zweiter.
| Liga              | Vorrunde | Sp | S | U | N | Tore | Punkte | Aufstiegsspiele                       |
| ----------------- | -------- | -- | - | - | - | ---- | ------ | ------------------------------------- |
| Landesliga Bayern | 1. Platz |    |   |   |   |      |        | 5:12 und 2:2 gegen den ESV Kaufbeuren |

| Tor:          | Hans Bach • Adolf Spohrer                                                                                       |
| Verteidigung: | Hans Frühmorgen • Josef Wagner • Rudi Wagner                                                                    |
| Sturm:        | Karl Bornemann • Alfons Oberpriller • Walter Rauhmeier • Egmond Scheibenzuber • Franz Swoboda • Jaro Truntschka |
| Trainer:      | Georg Zeller |

Saison 1955/56 – Vizemeister Gruppe Nord
 Die Vorrunde der Landesligameisterschaft wurde in den Gruppen Nord, Süd und West ausgespielt.
| Liga              | Vorrunde | Sp | S | U | N | Tore | Punkte | Aufstiegsrunde | Sp | S | U | N | Tore | Punkte |
| ----------------- | -------- | -- | - | - | - | ---- | ------ | -------------- | -- | - | - | - | ---- | ------ |
| Landesliga Bayern | 2. Platz |    |   |   |   |      |        | –              | –  | – | – | – | –    |        |

| Tor:          | Sepp Schramm • Adolf Spohrer                                                                              |
| Verteidigung: | Hans Frühmorgen • Josef Wagner • Rudi Wagner                                                              |
| Sturm:        | Dieter Lang • Walter Rauhmeier • Egmond Scheibenzuber • Reinhold Schütz • Franz Swoboda • Jaro Truntschka |
| Trainer:      | Gerhard Schreiber                                                                                         |

Saison 1956/57 – Bayerischer Meister und Aufstieg in die erstklassige Oberliga-Süd
 Die Vorrunde der Landesligameisterschaft wurde in den Gruppen Nord, Süd und West ausgespielt. Der EV Landshut gewann zunächst die Meisterschaft der Gruppe A und in der Endrunde auch die Bayerische Meisterschaft.
| Liga              | Vorrunde | Sp | S | U | N | Tore | Punkte | Aufstiegsrunde | Sp | S | U | N | Tore | Punkte |
| ----------------- | -------- | -- | - | - | - | ---- | ------ | -------------- | -- | - | - | - | ---- | ------ |
| Landesliga Bayern | 1. Platz |    |   |   |   |      |        | 1. Platz       | 4  | 3 | 0 | 1 | 12:9 |        |

| Tor:          | Josef Rückerl • Sepp Schramm                                                                                              |
| Verteidigung: | Hans Frühmorgen • Walter Rauhmeier • Josef Wagner • Rudi Wagner                                                           |
| Sturm:        | Ludwig Jena • Dieter Lang • Alfons Oberpriller • Egmond Scheibenzuber • Reinhold Schütz • Franz Swoboda • Jaro Truntschka |
| Trainer:      | Jakob Probst |

Saison 1957/58 – Premierensaison in der ersten Liga
| Liga     | Vorrunde | Sp | S | U | N | Tore  | Punkte | Relegation | Sp | S | U | N | Tore  | Punkte |
| -------- | -------- | -- | - | - | - | ----- | ------ | ---------- | -- | - | - | - | ----- | ------ |
| Oberliga | 5. Platz | 10 | 1 | 1 | 8 | 21:94 | 3:17   | 4. Platz   | 10 | 5 | 2 | 3 | 38:29 | 12:8   |

| Tor:          | Josef Rückerl • Sepp Schramm                                                                                                 |
| Verteidigung: | Hans Frühmorgen • Walter Rauhmeier • Josef Wagner • Rudi Wagner                                                              |
| Sturm:        | Dieter Lang • Alfons Oberpriller • Egmond Scheibenzuber • Reinhold Schütz • Franz Swoboda • Jaro Truntschka • Sepp Zehentner |
| Trainer:      | Poldi Löw • Nachfolger: Engelbert Holderied                                                                                  |

Saison 1958/59 – Verbleib in der nun zweitklassigen Oberliga
| Liga     | Hauptrunde | Sp | S | U | N | Tore  | Punkte |
| -------- | ---------- | -- | - | - | - | ----- | ------ |
| Oberliga | 4. Platz   | 14 | 7 | 0 | 7 | 69:59 | 14:14  |

| Tor:          | Josef Rückerl • Sepp Schramm |
| Verteidigung: | Hans Frühmorgen • Ludwig Jena • Walter Rauhmeier • Josef Wagner • Rudi Wagner |
| Sturm:        | Josef Groß • Dieter Lang • Alfons Oberpriller • Armin Scheibenzuber • Egmond Scheibenzuber • Lothar Scheibenzuber • Reinhold Schütz • Franz Swoboda • Jaro Truntschka • Sepp Zehentner |
| Trainer:      | Engelbert Holderied |

Saison 1959/60 – Knappes Verpassen der Aufstiegsrelegation
| Liga     | Vorrunde | Sp | S  | U | N | Tore   | Punkte | Relegation | Sp | S | U | N | Tore | Punkte |
| -------- | -------- | -- | -- | - | - | ------ | ------ | ---------- | -- | - | - | - | ---- | ------ |
| Oberliga | 2. Platz | 18 | 13 | 2 | 3 | 122:54 | 28:8   | –          | –  | – | – | – | –    | –      |

| Tor:          | Josef Rückerl • Joachim Schneidermeier • Sepp Schramm |
| Verteidigung: | Ludwig Jena • Walter Rauhmeier • Josef Riedmeier • Josef Wagner • Rudi Wagner |
| Sturm:        | Hans Frühmorgen • Josef Groß • Erwin Kraus • Dieter Lang • Armin Scheibenzuber • Egmond Scheibenzuber • Lothar Scheibenzuber • Reinhold Schütz • Franz Swoboda • Jaro Truntschka • Sepp Zehentner |
| Trainer:      | Rudi Wagner |

## 1960er-Jahre
Saison 1960/61 – Abermals zweitplatziert
| Liga     | Vorrunde | Sp | S  | U | N | Tore   | Punkte | Relegation | Sp | S | U | N | Tore | Punkte |
| -------- | -------- | -- | -- | - | - | ------ | ------ | ---------- | -- | - | - | - | ---- | ------ |
| Oberliga | 2. Platz | 18 | 14 | 0 | 4 | 134:70 | 28:8   | –          | –  | – | – | – | –    | –      |

| Tor:          | Joachim Schneidermeier • Sepp Schramm |
| Verteidigung: | Ludwig Jena • Walter Rauhmeier • Josef Riedmeier • Rudi Wagner |
| Sturm:        | Bornschlegel • Bernd Dietl • Hans Frühmorgen • Josef Groß • Rupert Kreitmeier • Dieter Lang • Alfons Maier • Armin Scheibenzuber • Egmond Scheibenzuber • Kurt Schloder • Reinhold Schütz • Franz Swoboda • Jaro Truntschka • Gerd Wagner |
| Trainer:      | Rudi Wagner |

Saison 1961/62 – Niederlage in der Aufstiegsrelegation gegen Dortmund
| Liga     | Vorrunde | Sp | S  | U | N | Tore   | Punkte | Aufstiegsrelegation                          |
| -------- | -------- | -- | -- | - | - | ------ | ------ | -------------------------------------------- |
| Oberliga | 1. Platz | 22 | 16 | 4 | 2 | 153:63 | 36:8   | 0:1 und 2:5 gegen den TuS Eintracht Dortmund |

| Tor:          | Joachim Schneidermeier • Sepp Schramm |
| Verteidigung: | Heinz Bickleder • Ludwig Jena • Walter Rauhmeier • Josef Riedmeier • Heinz Scherr • Rudi Wagner |
| Sturm:        | Bernd Dietl • Erwin Kraus • Rupert Kreitmeier • Dieter Lang • Egmond Scheibenzuber • Leonhard Schlegl • Kurt Schloder • Reinhold Schütz • Franz Swoboda • Jaro Truntschka • Gerd Wagner • Georg Wiedeck |
| Trainer:      | Rudi Wagner |

Saison 1962/63 – Aufstieg in die Eishockey-Bundesliga
| Liga     | Vorrunde | Sp | S  | U | N | Tore   | Punkte | Aufstiegsrelegation                          |
| -------- | -------- | -- | -- | - | - | ------ | ------ | -------------------------------------------- |
| Oberliga | 1. Platz | 22 | 19 | 0 | 3 | 151:62 | 38:6   | 4:2 und 5:4 gegen den TuS Eintracht Dortmund |

| Tor:          | Joachim Schneidermeier • Sepp Schramm |
| Verteidigung: | Heinz Bickleder • Walter Rauhmeier • Josef Riedmeier • Heinz Scherr • Rudi Wagner |
| Sturm:        | Gerd Banholzer • Erwin Kraus • Rupert Kreitmeier • Dieter Lang • Toni Neumeier • Egmond Scheibenzuber • Leonhard Schlegl • Alois Schloder • Kurt Schloder • Jaro Truntschka • Gerd Wagner • Heinz Zerres |
| Trainer:      | Rudi Wagner |

Saison 1963/64 – Premierensaison in der Eishockey-Bundesliga
| Liga          | Vorrunde | Sp | S | U | N | Tore  | Punkte | Abstiegsrunde | Sp | S | U | N | Tore  | Punkte |
| ------------- | -------- | -- | - | - | - | ----- | ------ | ------------- | -- | - | - | - | ----- | ------ |
| 1. Bundesliga | 5. Platz | 14 | 5 | 1 | 8 | 47:56 | 11:17  | 1. Platz      | 20 | 8 | 3 | 9 | 68:72 | 19:21  |

| Tor:          | Joachim Schneidermeier • Sepp Schramm |
| Verteidigung: | Heinz Bickleder • Michael Eibl • Max Pfaller • Walter Rauhmeier • Heinz Scherr • Rudi Wagner |
| Sturm:        | Gerd Banholzer • Walter Glaser • Erwin Kraus • Rupert Kreitmeier • Dieter Lang • Toni Neumeier • Egmond Scheibenzuber • Leonhard Schlegl • Alois Schloder • Kurt Schloder • Toni Steiger • Jaro Truntschka • Gerd Wagner • Heinz Zerres |
| Trainer:      | Rudi Wagner |

Saison 1964/65 
| Liga          | Vorrunde | Sp | S | U | N | Tore  | Punkte | Abstiegsrunde | Sp | S | U | N | Tore  | Punkte |
| ------------- | -------- | -- | - | - | - | ----- | ------ | ------------- | -- | - | - | - | ----- | ------ |
| 1. Bundesliga | 6. Platz | 14 | 5 | 1 | 8 | 34:51 | 11:17  | 2. Platz      | 20 | 9 | 2 | 9 | 58:67 | 20:20  |

| Tor:          | Joachim Schneidermeier • Sepp Schramm |
| Verteidigung: | Heinz Bickleder • Michael Eibl • Günther Magura • Max Pfaller • Walter Rauhmeier • Heinz Scherr |
| Sturm:        | Gerd Banholzer • Bernd Dietl • Walter Glaser • Erwin Kraus • Peter Krebs • Rupert Kreitmeier • Dieter Lang • Egmond Scheibenzuber • Alois Schloder • Kurt Schloder • Toni Steiger • Gerd Wagner • Manfred Weigl • Heinz Zerres |
| Trainer:      | Herbert Ulrich |

Saison 1965/66 
| Liga          | Vorrunde | Sp | S | U | N  | Tore  | Punkte | Abstiegsrunde | Sp | S | U | N | Tore  | Punkte |
| ------------- | -------- | -- | - | - | -- | ----- | ------ | ------------- | -- | - | - | - | ----- | ------ |
| 1. Bundesliga | 8. Platz | 18 | 5 | 3 | 10 | 50:73 | 13:23  | 3. Platz      | 8  | 4 | 0 | 4 | 25:30 | 8:8    |

| Tor:          | Joachim Schneidermeier • Sepp Schramm |
| Verteidigung: | Heinz Bickleder • Michael Eibl • Günther Magura • Max Pfaller • Heinz Scherr |
| Sturm:        | Gerd Banholzer • Walter Glaser • Erwin Kraus • Peter Krebs • Rupert Kreitmeier • Ernst Oswald • Walter Rauhmeier • Egmond Scheibenzuber • Alois Schloder • Kurt Schloder • Toni Steiger • Gerd Wagner • Manfred Weigl • Heinz Zerres |
| Trainer:      | Vaclav Fryzek |

Saison 1966/67 – Drittbeste Mannschaft Deutschlands
| Liga          | Vorrunde | Sp | S | U | N | Tore  | Punkte | Meisterrunde | Sp | S | U | N | Tore  | Punkte |
| ------------- | -------- | -- | - | - | - | ----- | ------ | ------------ | -- | - | - | - | ----- | ------ |
| 1. Bundesliga | 3. Platz | 16 | 5 | 3 | 8 | 50:73 | 13:19  | 3. Platz     | 10 | 5 | 0 | 5 | 28:50 | 10:10  |

| Tor:          | Friedrich John • Joachim Schneidermeier • Sepp Schramm |
| Verteidigung: | Heinz Bickleder • Michael Eibl • Günther Magura • Max Pfaller • Heinz Scherr |
| Sturm:        | Gerd Banholzer • Deischl • Wolfgang Dylla • Walter Glaser • Peter Krebs • Rupert Kreitmeier • Ernst Oswald • Alois Schloder • Kurt Schloder • Toni Steiger • Gerd Wagner • Manfred Weigl |
| Trainer:      | Vaclav Fryzek |

Saison 1967/68 – Beginn der ersten „Ära Gut“
| Liga          | Vorrunde | Sp | S | U | N | Tore  | Punkte | Meisterrunde | Sp | S  | U | N | Tore  | Punkte |
| ------------- | -------- | -- | - | - | - | ----- | ------ | ------------ | -- | -- | - | - | ----- | ------ |
| 1. Bundesliga | 3. Platz | 8  | 4 | 1 | 3 | 27:21 | 9:7    | 3. Platz     | 20 | 11 | 1 | 8 | 71:72 | 23:17  |

| Tor:          | Friedrich John • Joachim Schneidermeier • Sepp Schramm |
| Verteidigung: | Heinz Bickleder • Michael Eibl • Günther Magura • Max Pfaller • Heinz Scherr |
| Sturm:        | Gerd Banholzer • Deischl • Wolfgang Dylla • Walter Glaser • Grund • Georg Krebs • Peter Krebs • Rupert Kreitmeier • Dieter Lang • Ernst Oswald • Pritscher • Alois Schloder • Kurt Schloder • Toni Steiger • Gerd Wagner • Manfred Weigl • Erwin Zeidler |
| Trainer:      | Karel Gut |

Saison 1968/69 – Verpassen der Meisterrunde – Deutscher Pokalsieger
| Liga          | Vorrunde | Sp | S | U | N | Tore  | Punkte | Relegation | Sp | S  | U | N | Tore   | Punkte |
| ------------- | -------- | -- | - | - | - | ----- | ------ | ---------- | -- | -- | - | - | ------ | ------ |
| 1. Bundesliga | 4. Platz | 10 | 5 | 0 | 5 | 35:26 | 10:10  | 1. Platz   | 20 | 15 | 4 | 1 | 121:39 | 34:6   |

| Tor:          | Friedrich John • Joachim Schneidermeier • Sepp Schramm |
| Verteidigung: | Heinz Bickleder • Michael Eibl • Günther Magura • Max Pfaller • Walter Rauhmeier • Heinz Scherr |
| Sturm:        | Gerd Banholzer • Wolfgang Dylla • Walter Glaser • Grund • Rudi Hejtmanek • Huber • Georg Krebs • Peter Krebs • Rupert Kreitmeier • Erich Kühnhackl • Dieter Lang • Burkhart Muggenthaler • Ernst Oswald • Pritscher • Alois Schloder • Kurt Schloder • Toni Steiger • Gerd Wagner • Manfred Weigl |
| Trainer:      | Karel Gut |

Saison 1969/70 – Der erste deutsche Meistertitel
| Liga          | Vorrunde | Sp | S  | U | N | Tore   | Punkte | Meisterrunde | Sp | S  | U | N | Tore  | Punkte |
| ------------- | -------- | -- | -- | - | - | ------ | ------ | ------------ | -- | -- | - | - | ----- | ------ |
| 1. Bundesliga | 1. Platz | 22 | 18 | 2 | 2 | 120:44 | 38:6   | 1. Platz     | 14 | 10 | 2 | 2 | 64:36 | 22:6   |

| Tor:          | Friedrich John • Joachim Schneidermeier • Sepp Schramm |
| Verteidigung: | Heinz Bickleder • Michael Eibl • Günther Magura • Max Pfaller |
| Sturm:        | Gerd Banholzer • Wolfgang Dylla • Walter Glaser • Rudi Hejtmanek • Peter Krebs • Rupert Kreitmeier • Erich Kühnhackl • Burkhart Muggenthaler • Alois Schloder • Kurt Schloder • Harald Siegmund • Toni Steiger • Jan Zimmermann |
| Trainer:      | Karel Gut |

## 1970er-Jahre
Saison 1970/71
| Liga          | Hauptrunde | Sp | S  | U | N  | Tore    | Punkte |
| ------------- | ---------- | -- | -- | - | -- | ------- | ------ |
| 1. Bundesliga | 4. Platz   | 36 | 23 | 3 | 10 | 195:111 | 49:23  |

| Tor:          | Friedrich John • Joachim Schneidermeier • Sepp Schramm |
| Verteidigung: | Heinz Bickleder • Michael Eibl • Günther Magura • Max Pfaller |
| Sturm:        | Klaus Auhuber • Gerd Banholzer • Wolfgang Dylla • Walter Glaser • Rudi Hejtmanek • Karl Huber • Peter Krebs • Rupert Kreitmeier • Erich Kühnhackl • Heinz Oberpriller • Alois Schloder • Kurt Schloder • Harald Siegmund • Toni Steiger • Gerd Wagner |
| Trainer:      | Zdenek Bláha • Nachfolger: Jaro Truntschka |

Saison 1971/72
| Liga          | Hauptrunde | Sp | S  | U | N  | Tore    | Punkte |
| ------------- | ---------- | -- | -- | - | -- | ------- | ------ |
| 1. Bundesliga | 5. Platz   | 32 | 16 | 3 | 13 | 166:142 | 35:29  |

| Tor:          | Karl Huber • Joachim Schneidermeier • Sepp Schramm |
| Verteidigung: | Klaus Auhuber • Heinz Bickleder • Michael Eibl • Max Pfaller |
| Sturm:        | Klaus Bachl • Gerd Banholzer • Jozef Cvach • Wolfgang Dylla • Walter Glaser • Wolfgang Glaser • Hermann Hannöffner • Hans Harpaintner • Rudi Hejtmanek • Georg Karasinki • Peter Krebs • Erich Kühnhackl • Burkhart Muggenthaler • Heinz Oberpriller • Retzer • Alois Schloder • Kurt Schloder • Harald Siegmund • Toni Steiger • Christian Vogl • Johann Vogl • Gerd Wagner • Josef Wünsch |
| Trainer:      | Jaro Truntschka |

Saison 1972/73
| Liga          | Hauptrunde | Sp | S  | U | N  | Tore    | Punkte |
| ------------- | ---------- | -- | -- | - | -- | ------- | ------ |
| 1. Bundesliga | 3. Platz   | 40 | 25 | 3 | 12 | 176:111 | 53:27  |

| Tor:          | Jörg Adler • Friedrich John • Karl Huber • Joachim Schneidermeier |
| Verteidigung: | Klaus Auhuber • Klaus Bachl • Michael Eibl • Rudi Hejtmanek • Karmanski • Setzer |
| Sturm:        | Gerd Banholzer • Jozef Cvach • Joe Fras • Walter Glaser • Hans Harpaintner • Peter Krebs • Erich Kühnhackl • Walter Oberschwendtner • Heinz Oberpriller • Alois Schloder • Harald Siegmund • Toni Steiger • Christian Vogl • Johann Vogl • Josef Wünsch |
| Trainer:      | Mike Daski |

Saison 1973/74 – Erste Vizemeisterschaft hinter dem Berliner Schlittschuhclub
| Liga          | Hauptrunde | Sp | S  | U | N  | Tore    | Punkte |
| ------------- | ---------- | -- | -- | - | -- | ------- | ------ |
| 1. Bundesliga | 2. Platz   | 36 | 23 | 2 | 11 | 172:123 | 48:24  |

| Tor:          | Jörg Adler • Karl Huber • Joachim Schneidermeier |
| Verteidigung: | Klaus Auhuber • Klaus Bachl • Michael Eibl • Werner Klatt • Martin Kronberger |
| Sturm:        | Gerd Banholzer • Max Fedra • Walter Glaser • Hans Harpaintner • Sana Hassan • Rudi Hejtmanek • Georg Herrmann • Hans Huber • Kletter • Peter Krebs • Erich Kühnhackl • Günther Magura • Walter Oberschwendtner • Heinz Oberpriller • Wolfgang Rösner • Alois Schloder • Gerd Schnabl • Harald Siegmund • Toni Steiger • Christian Vogl • Johann Vogl • Josef Wünsch • Günther Wutzer • Raimund Zeilnhofer |
| Trainer:      | Dany Smit |

Saison 1974/75
| Liga          | Hauptrunde | Sp | S  | U | N  | Tore    | Punkte |
| ------------- | ---------- | -- | -- | - | -- | ------- | ------ |
| 1. Bundesliga | 4. Platz   | 36 | 22 | 2 | 12 | 165:131 | 46:26  |

| Tor:          | Jörg Adler • Björn Forsberg • Karl Huber • Sepp Schramm |
| Verteidigung: | Klaus Auhuber • Klaus Bachl • Josef Deubelli • Werner Klatt • Martin Kronberger • Lars Starck |
| Sturm:        | Gerd Banholzer • Wolfgang Dylla • Max Fedra • Walter Glaser • Sana Hassan • Rudi Hejtmanek • Georg Herrmann • Kletter • Erich Kühnhackl • Walter Oberschwendtner • Alois Schloder • Gerd Schnabl • Christian Vogl • Josef Wünsch • Günther Wutzer |
| Trainer:      | Dany Smit |

Saison 1975/76 – Zweite Vizemeisterschaft hinter dem Berliner Schlittschuhclub
| Liga          | Hauptrunde | Sp | S  | U | N  | Tore    | Punkte |
| ------------- | ---------- | -- | -- | - | -- | ------- | ------ |
| 1. Bundesliga | 2. Platz   | 36 | 23 | 1 | 12 | 174:121 | 47:25  |

| Tor:          | Bernhard Englbrecht • Karl Huber • Walter Oberschwendtner |
| Verteidigung: | Klaus Auhuber • Klaus Bachl • Josef Deubelli • Rudi Hejtmanek • Werner Klatt • Christian Nikola • Lars Starck (S+V) • Christian Vogl |
| Sturm:        | Wolfgang Dylla • Max Fedra • Claes-Ove Fjällby • Bernhard Haider • Sana Hassan • Georg Herrmann • Erich Kühnhackl • Rudolf Retzer • Wolfgang Rösner • Alois Schloder • Lars Starck (S+V) • Paul Streschnak • Gerd Truntschka • Christian Vogl • Günther Wutzer |
| Trainer:      | Walter Rauhmeier • Interimstrainer: Hans Rampf • Nachfolger: Rudi Hejtmanek |

Saison 1976/77
| Liga          | Vorrunde | Sp | S  | U | N  | Tore    | Punkte | Meisterrunde | Sp | S  | U | N  | Tore    | Punkte |
| ------------- | -------- | -- | -- | - | -- | ------- | ------ | ------------ | -- | -- | - | -- | ------- | ------ |
| 1. Bundesliga | 6. Platz | 36 | 16 | 3 | 17 | 140:132 | 35:37  | 3. Platz     | 46 | 24 | 4 | 18 | 184:155 | 52:40  |

| Tor:          | Bernhard Englbrecht • Bernhard Haider • Sigmund Suttner |
| Verteidigung: | Klaus Auhuber • Klaus Bachl • Michael Eibl • Werner Klatt • Christian Nikola • Lars Starck |
| Sturm:        | Helmut Barnerßoi • Wolfgang Dylla • Max Fedra • Claes-Ove Fjällby • Georg Herrmann • Hans Huber • Erich Kühnhackl • Rudolf Retzer • Alois Schloder • Helmut Steiger • Paul Streschnak • Gerd Truntschka • Christian Vogl • Josef Wünsch |
| Trainer:      | Rudi Hejtmanek |

Saison 1977/78
| Liga          | Vorrunde | Sp | S  | U | N  | Tore    | Punkte | Meisterrunde | Sp | S  | U | N  | Tore    | Punkte |
| ------------- | -------- | -- | -- | - | -- | ------- | ------ | ------------ | -- | -- | - | -- | ------- | ------ |
| 1. Bundesliga | 5. Platz | 36 | 19 | 5 | 12 | 170:121 | 43:29  | 5. Platz     | 46 | 23 | 6 | 17 | 207:164 | 52:40  |

| Tor:          | Bernhard Englbrecht • Bernhard Haider • Sigmund Suttner |
| Verteidigung: | Karl Altmann • Klaus Auhuber • Michael Eibl • Thomas Gandorfer • Werner Klatt • Christian Nikola • Lars Starck • Franz Steer |
| Sturm:        | Helmut Barnerßoi • Wolfgang Dylla • Klaus Haider • Georg Herrmann • Bernhard Retzer • Manfred Ruperti • Alois Schloder • Dany Seguin • Günther Stauner • Helmut Steiger • Paul Streschnak • Gerd Truntschka • Christian Vogl • Josef Wünsch • Hans Zach |
| Trainer:      | Ed Reigle |

Saison 1978/79 – Verpassen der Meisterrunde
| Liga          | Vorrunde | Sp | S | U | N | Tore  | Punkte | Relegation | Sp | S  | U | N  | Tore    | Punkte |
| ------------- | -------- | -- | - | - | - | ----- | ------ | ---------- | -- | -- | - | -- | ------- | ------ |
| 1. Bundesliga | 8. Platz | 22 |   |   |   | 95:90 | 21:23  | 1. Platz   | 52 | 33 | 5 | 14 | 283:173 | 71:33  |

| Tor:          | Bernhard Englbrecht • Bernhard Haider • Klaus Weiß |
| Verteidigung: | Karl Altmann • Klaus Auhuber • Thomas Gandorfer • Klaus Haider • Werner Klatt • František Pospíšil • Franz Steer |
| Sturm:        | Helmut Barnerßoi • Gerald Bichl • Wolfgang Dylla • Claes-Ove Fjällby • Klaus Gotsch • Georg Herrmann • Horst Meindel • Bernhard Retzer • Alois Schloder • Bernhard Seyller • Günther Stauner • Helmut Steiger • Gerd Truntschka • Christian Vogl • Josef Wünsch • Hans Zach |
| Trainer:      | Ladislav Stemprok • Toni Steiger (Co-Trainer) |

Saison 1979/80
| Liga          | Vorrunde | Sp | S  | U | N | Tore    | Punkte | Meisterrunde | Sp | S  | U | N  | Tore    | Punkte |
| ------------- | -------- | -- | -- | - | - | ------- | ------ | ------------ | -- | -- | - | -- | ------- | ------ |
| 1. Bundesliga | 4. Platz | 22 | 12 | 2 | 8 | 144:102 | 26:18  | 4. Platz     | 48 | 28 | 4 | 16 | 299:213 | 60:36  |

| Tor:          | Bernhard Englbrecht • Bernhard Haider • Christian Hofer |
| Verteidigung: | Karl Altmann • Klaus Auhuber • Thomas Gandorfer • Klaus Haider • Werner Klatt • Franz Steer |
| Sturm:        | Helmut Barnerßoi • Michael Betz • David Chalk • Klaus Gotsch • Jiří Kochta • Erich Kühnhackl • Thomas Niedermeier • Bernhard Retzer • Manfred Ruperti • Alois Schloder • Bernhard Seyller • Günther Stauner • Helmut Steiger • Josef Wünsch |
| Trainer:      | Toni Steiger |

## 1980er-Jahre
Saison 1980/81 – Beginn der zweiten „Ära Gut“
| Liga          | Vorrunde | Sp | S  | U | N  | Tore    | Punkte | Play-offs                                                    |
| ------------- | -------- | -- | -- | - | -- | ------- | ------ | ------------------------------------------------------------ |
| 1. Bundesliga | 5. Platz | 44 | 22 | 7 | 15 | 211:141 | 51:37  | Viertelfinale: 1:2-Siege gegen den Berliner Schlittschuhclub |

| Tor:          | Bernhard Englbrecht • Karl Huber |
| Verteidigung: | Klaus Auhuber • David Chalk • Thomas Gandorfer • Klaus Haider • Matthias Maurer • Wolfgang Oswald • Franz Steer |
| Sturm:        | Helmut Barnerßoi • Michael Betz • Gerald Bichl • Rudi Cranz • Klaus Feistl • Klaus Gotsch • Jiří Kochta • Erich Kühnhackl • Thomas Niedermeier • Manfred Ruperti • Alois Schloder • Bernhard Seyller • Günther Stauner • Helmut Steiger • Paul Streschnak • Josef Wünsch |
| Trainer:      | Karel Gut • Toni Steiger (Co-Trainer) |

Saison 1981/82 – Einzug ins Play-off-Halbfinale
| Liga          | Vorrunde | Sp | S  | U | N | Tore    | Punkte | Play-offs                                                                                       |
| ------------- | -------- | -- | -- | - | - | ------- | ------ | ----------------------------------------------------------------------------------------------- |
| 1. Bundesliga | 1. Platz | 44 | 33 | 3 | 8 | 264:143 | 69:19  | Viertelfinale: 2:0-Siege gegen die Düsseldorfer EG Halbfinale: 1:2-Siege gegen den SB Rosenheim |

| Tor:          | Bernhard Englbrecht • Stephan Turba |
| Verteidigung: | Klaus Auhuber • Klaus Feistl • Thomas Gandorfer • Wolfgang Oswald • Alois Schloder (S+V) • Christoph Schödl • Franz Steer • Peter Weigl                                                                                               |
| Sturm:        | Michael Betz • Gerald Bichl • Rudi Cranz • Hans-Georg Eder • Klaus Gotsch • Erich Kühnhackl • Bob Laycock • Robin Laycock • Alois Schloder (S+V) • Bernhard Seyller • Günther Stauner • Ewald Steiger • Helmut Steiger • Joe Wasserek |
| Trainer:      | Karel Gut • Toni Steiger (Co-Trainer) |

Saison 1982/83 – Gewinn der zweiten deutschen Meisterschaft
| Liga          | Vorrunde | Sp | S  | U | N | Tore    | Punkte | Play-offs |
| ------------- | -------- | -- | -- | - | - | ------- | ------ | --- |
| 1. Bundesliga | 1. Platz | 36 | 28 | 0 | 8 | 196:121 | 56:16  | Viertelfinale: 2:0-Siege gegen die Düsseldorfer EG Halbfinale: 3:1-Siege gegen den Kölner EC Finale: 3:1-Siege gegen den Mannheimer ERC |

| Tor:          | Bernhard Englbrecht • Rupert Meister • Franz Spornraft |
| Verteidigung: | Klaus Auhuber • Klaus Feistl • Thomas Gandorfer • Wolfgang Oswald • Christoph Schödl • Bernhard Seyller • Franz Steer • Bernd Wagner • Peter Weigl                                              |
| Sturm:        | Michael Betz • Hans-Georg Eder • Klaus Gotsch • Erich Kühnhackl • Bob Laycock • Robin Laycock • Alois Schloder • Ewald Steiger • Helmut Steiger • Bernd Truntschka • Joe Wasserek • Alfred Weiß |
| Trainer:      | Karel Gut • Toni Steiger (Co-Trainer) |

Saison 1983/84 – Landshut wird zum dritten Mal Vizemeister
| Liga          | Vorrunde | Sp | S  | U | N  | Tore    | Punkte | Play-offs                                                                            |
| ------------- | -------- | -- | -- | - | -- | ------- | ------ | ------------------------------------------------------------------------------------ |
| 1. Bundesliga | 4. Platz | 36 | 21 | 4 | 11 | 165:110 | 46:26  | Halbfinale: 3:2-Siege gegen den ESV Kaufbeuren Finale: 2:3-Siege gegen den Kölner EC |

| Tor:          | Reinhold Eisenreich • Bernhard Englbrecht • Rupert Meister |
| Verteidigung: | Klaus Auhuber • Thomas Gandorfer • Wolfgang Oswald • Alois Schloder • Bernhard Seyller • Franz Steer • Bernd Wagner • Peter Weigl                                                                                           |
| Sturm:        | Fritz Brunner • Rudi Cranz • David Cvach • Hans-Georg Eder • Klaus Gotsch • Erich Kühnhackl • Bob Laycock • Klaus Pillmeier • Henryk Pytel • Ewald Steiger • Helmut Steiger • Bernd Truntschka • Joe Wasserek • Alfred Weiß |
| Trainer:      | Jaroslav Pitner • Rudi Hejtmanek (Co-Trainer) |

Saison 1984/85 – Beginn einer „Viertelfinal-Blockade“
| Liga          | Vorrunde | Sp | S  | U | N  | Tore    | Punkte | Play-offs                                         |
| ------------- | -------- | -- | -- | - | -- | ------- | ------ | ------------------------------------------------- |
| 1. Bundesliga | 4. Platz | 36 | 18 | 5 | 13 | 165:137 | 41:31  | Viertelfinale: 1:3-Siege gegen den ESV Kaufbeuren |

| Tor:          | Bernhard Englbrecht • Jürgen John • Rupert Meister |
| Verteidigung: | Daniel Cvach • Wolfgang Oswald • Alois Schloder • Othmar Schluttenhofer • Bernhard Seyller • Allan Sims • Franz Steer • Bernd Wagner • Peter Weigl                                                      |
| Sturm:        | Christian Brittig • Fritz Brunner • Klaus Gotsch • Erich Kühnhackl • Thomas Mühlbauer • Klaus Pillmeier • Henryk Pytel • Ewald Steiger • Helmut Steiger • Bernd Truntschka • Joe Wasserek • Alfred Weiß |
| Trainer:      | Jaroslav Pitner • Joachim Schneidermeier (Co-Trainer) |

Saison 1985/86 – Zweites Viertelfinal-Aus in Folge
| Liga          | Vorrunde | Sp | S  | U | N  | Tore    | Punkte | Play-offs                                       |
| ------------- | -------- | -- | -- | - | -- | ------- | ------ | ----------------------------------------------- |
| 1. Bundesliga | 5. Platz | 36 | 17 | 1 | 18 | 142:149 | 35:37  | Viertelfinale: 0:3-Siege gegen den ECD Iserlohn |

| Tor:          | Bernhard Englbrecht • Frank Fesenmeier • Rupert Meister |
| Verteidigung: | Klaus Auhuber • Daniel Cvach • Thomas Gandorfer • Alois Schloder • Othmar Schluttenhofer • Bernhard Seyller • Bernd Wagner • Peter Weigl                                                                                |
| Sturm:        | Christian Brittig • Fritz Brunner • Klaus Gotsch • Matti Hagman • Frank Hirtreiter • Andreas Lupzig • Thomas Mühlbauer • Klaus Pillmeier • Henryk Pytel • Ewald Steiger • Bernd Truntschka • Joe Wasserek • Alfred Weiß |
| Trainer:      | Rudolf Sindelar • Joachim Schneidermeier (Co-Trainer) |

Saison 1986/87 – Drittes Viertelfinal-Aus in Folge
| Liga          | Vorrunde | Sp | S  | U | N  | Tore    | Punkte | Play-offs                                       |
| ------------- | -------- | -- | -- | - | -- | ------- | ------ | ----------------------------------------------- |
| 1. Bundesliga | 8. Platz | 36 | 13 | 2 | 21 | 139:178 | 28:44  | Viertelfinale: 1:3-Siege gegen den SB Rosenheim |

| Tor:          | Jürgen Finsterhölzl • Josef Kontny • Rupert Meister • Sigmund Suttner |
| Verteidigung: | Klaus Auhuber • Klaus Feistl • Thomas Gandorfer • Danny Naud • Othmar Schluttenhofer • Bernhard Seyller • Bernd Wagner • Peter Weigl |
| Sturm:        | Christian Brittig • Fritz Brunner • Stephan Eder • Klaus Gotsch • Frank Hirtreiter • Bernd Hoffmann • Andreas Lupzig • Scott MacLeod • Jiří Poner • Thomas Roulston • Thomas Schinko • Ewald Steiger • Bernd Truntschka • Joe Wasserek • Alfred Weiß |
| Trainer:      | Rudolf Sindelar • Joachim Schneidermeier (Co-Trainer) |

Saison 1987/88 – Viertes Viertelfinal-Aus in Folge
| Liga          | Vorrunde | Sp | S  | U | N  | Tore    | Punkte | Play-offs                                          |
| ------------- | -------- | -- | -- | - | -- | ------- | ------ | -------------------------------------------------- |
| 1. Bundesliga | 4. Platz | 32 | 15 | 6 | 11 | 129:129 | 36:28  | Viertelfinale: 1:3-Siege gegen die Düsseldorfer EG |

| Tor:          | Bernhard Englbrecht • Reinhard Haider • Josef Kontny |
| Verteidigung: | Klaus Auhuber • Vítězslav Ďuriš • Klaus Feistl • Thomas Gandorfer • Danny Naud • Bob Murray • Bernhard Seyller • Bernd Wagner |
| Sturm:        | Tobias Abstreiter • Christian Brittig • Fritz Brunner • Cary Cummins • Stephan Eder • Frank Hirtreiter • Petr Kopta • Erich Kühnhackl • Andreas Lupzig • Tom O’Regan • Jiří Poner • Pavel Prokeš • Thomas Schinko • Ewald Steiger • Bernd Truntschka |
| Trainer:      | Pavel Volek • Joachim Schneidermeier (Co-Trainer) |

Saison 1988/89 – Fünftes Viertelfinal-Aus in Folge
| Liga          | Vorrunde | Sp | S  | U | N  | Tore    | Punkte | Play-offs                                    |
| ------------- | -------- | -- | -- | - | -- | ------- | ------ | -------------------------------------------- |
| 1. Bundesliga | 8. Platz | 36 | 13 | 7 | 16 | 144:156 | 33:39  | Viertelfinale: 0:3-Siege gegen den Kölner EC |

| Tor:          | Bernhard Englbrecht • Reinhard Haider • Josef Kontny • Christian Künast |
| Verteidigung: | Vítězslav Ďuriš • Thomas Gandorfer • Danny Naud • Miroslav Malý • Bernhard Seyller • Bernd Wagner |
| Sturm:        | Tobias Abstreiter • Christian Brittig • Stephan Eder • Frank Hirtreiter • Bernd Hoffmann • Erich Kühnhackl • Thomas Lindinger • Andreas Lupzig • Tom O’Regan • Günter Oswald • Jiří Poner • Pavel Prokeš • Thomas Schinko • Bernd Truntschka |
| Trainer:      | Pavel Volek • Joachim Schneidermeier (Co-Trainer) |

Saison 1989/90 – Verfehlen der Play-off-Qualifikation
| Liga          | Vorrunde | Sp | S  | U | N  | Tore    | Punkte | Relegation | Sp | S  | U | N | Tore   | Punkte |
| ------------- | -------- | -- | -- | - | -- | ------- | ------ | ---------- | -- | -- | - | - | ------ | ------ |
| 1. Bundesliga | 9. Platz | 36 | 11 | 2 | 23 | 116:169 | 24:48  | 1. Platz   | 18 | 13 | 2 | 3 | 106:46 | 28:8   |

| Tor:          | Bernhard Englbrecht • Reinhard Haider • Christian Künast |
| Verteidigung: | Stephan Eder • Thomas Gandorfer • Bernd Hoffmann • Vaclav Sebek • Bernhard Seyller • Franz Steer • Bernd Wagner |
| Sturm:        | Tobias Abstreiter • Christian Brittig • David Donnelly • Lorenz Funk jun. • Ron Jonkhans • Erich Kellermann • Craig Laughlin • Thomas Lindinger • Thomas Mühlbauer • Fritz Niedermeier • Günter Oswald • Pavel Prokeš • Anton Raubal • Thomas Schinko • Miloš Vaník • Stephan Weickert |
| Trainer:      | Karel Gut |

## 1990er-Jahre
Saison 1990/91 – Klassenerhalt in der ersten Play-down-Runde
| Liga          | Vorrunde | Sp | S  | U | N  | Tore    | Punkte | Play-downs                                      |
| ------------- | -------- | -- | -- | - | -- | ------- | ------ | ----------------------------------------------- |
| 1. Bundesliga | 9. Platz | 44 | 15 | 7 | 22 | 177:202 | 37:51  | 1. Runde: 4:1-Siege gegen den EHC Dynamo Berlin |

| Tor:          | Bernhard Englbrecht • Reinhard Haider • Christian Künast |
| Verteidigung: | Stephan Eder • Bernd Hoffmann • Fritz Niedermeier • Anton Raubal • Vaclav Sebek • Bernhard Seyller • Franz Steer • Bernd Wagner                                                                                  |
| Sturm:        | Tobias Abstreiter • Mike Bader • Christian Brittig • Benoît Doucet • Lorenz Funk jun. • Paul Gagne • Thomas Lindinger • Thomas Mühlbauer • Günter Oswald • Thomas Schinko • Stephan Steinbock • Stephan Weickert |
| Trainer:      | Karel Gut • Erich Kühnhackl (Co-Trainer) |

Saison 1991/92 – Sportlicher Abstieg und Klassenerhalt am Grünen Tisch
| Liga          | Vorrunde  | Sp | S | U | N  | Tore    | Punkte | Play-downs                                                                           |
| ------------- | --------- | -- | - | - | -- | ------- | ------ | ------------------------------------------------------------------------------------ |
| 1. Bundesliga | 11. Platz | 44 | 9 | 8 | 27 | 140:214 | 26:62  | 1. Runde: 1:4-Siege gegen den ESV Kaufbeuren 2. Runde: 1:3-Siege gegen ES Weißwasser |

| Tor:          | Bernhard Englbrecht • Reinhard Haider |
| Verteidigung: | Georg Dübell • Stephan Eder • Bernd Hoffmann • Anton Raubal • Bernhard Seyller • Ladislav Strompf • Darren Veitch • Bernd Wagner |
| Sturm:        | Tobias Abstreiter • Mike Bader • Elmar Boiger • Christian Brittig • Mike Bukowski • Lorenz Funk jun. • Paul Gagne • Sascha Kleindienst • Jason LaFreniere • Thomas Lindinger • Thomas Mühlbauer • Günter Oswald • Thomas Schinko • Stephan Steinbock |
| Trainer:      | Erich Kühnhackl • Nachfolger: Dave Sherlock • Nachfolger: Pavel Volek |

Saison 1992/93 – Klassenerhalt in der ersten Play-down-Runde
| Liga          | Vorrunde  | Sp | S  | U | N  | Tore    | Punkte | Play-downs                                 |
| ------------- | --------- | -- | -- | - | -- | ------- | ------ | ------------------------------------------ |
| 1. Bundesliga | 10. Platz | 44 | 14 | 8 | 22 | 126:160 | 36:52  | 1. Runde: 4:2-Siege gegen den EHC Freiburg |

| Tor:          | Bernhard Englbrecht • Christian Künast |
| Verteidigung: | Michael Bresagk • Georg Dübell • Mike Hannan • Udo Kießling • Ronny Martin • Josef Preuß • Heiko Smazal • Bernd Wagner |
| Sturm:        | Tobias Abstreiter • Brad Aitken • Mike Bader • Ilja Bjakin • Marcus Bleicher • Elmar Boiger • Mike Bukowski • Thomas Daffner • Bill Gardner • Jörg Handrick • Ralf Hantschke • Andreas Loth • Nicolai Maslov • Günter Oswald • Rochus Schneider • Stephan Steinbock |
| Trainer:      | Pavel Volek • Wolfgang Dylla (Co-Trainer) • Nachfolger: Toni Steiger • Michael Eibl (Co-Trainer) |

Saison 1993/94 – Erreichen der Play-off-Qualifikation
| Liga          | Vorrunde | Sp | S  | U | N  | Tore    | Punkte | Play-offs                                    |
| ------------- | -------- | -- | -- | - | -- | ------- | ------ | -------------------------------------------- |
| 1. Bundesliga | 4. Platz | 44 | 26 | 4 | 14 | 142:113 | 56:32  | Viertelfinale: 3:4-Siege gegen den Kölner EC |

| Tor:          | Petr Bříza • Christian Künast |
| Verteidigung: | Michael Bresagk • Erich Goldmann • Peter Gulda • Udo Kießling • Uwe Krüger • Heiko Smazal • Robert Steinmann • Eduard Uvíra • Bernd Wagner                                                                                   |
| Sturm:        | Markus Berwanger • Harald Birk • Marcus Bleicher • Mike Bullard • Thomas Daffner • Jörg Handrick • Ralf Hantschke • Mike Lay • Andreas Loth • Henri Marcoux • Steve McNeil • David Musial • Jacek Płachta • Rochus Schneider |
| Trainer:      | Bernie Johnston |

Saison 1994/95 – Vierte Vizemeisterschaft in der ersten DEL-Spielzeit
| Liga | Vorrunde | Sp | S  | U | NnV | N | Tore   | Punkte | Play-offs |
| ---- | -------- | -- | -- | - | --- | - | ------ | ------ | --- |
| DEL  | 2. Platz | 44 | 31 | 3 | 2   | 8 | 187:98 | 67     | Achtelfinale: 4:0-Siege gegen die ESG Sachsen Weißwasser Viertelfinale: 4:0-Siege gegen die Kassel Huskies Halbfinale: 3:2-Siege gegen den Krefelder EV Finale: 2:3-Siege gegen die Kölner Haie |

| Tor:          | Petr Bříza • Christian Künast |
| Verteidigung: | Michael Bresagk • Marco Eltner • Peter Gulda • Udo Kießling • Heiko Smazal • Eduard Uvíra • Bernd Wagner |
| Sturm:        | Markus Berwanger • Mike Bullard • Pavel Bure • Georg Franz • Alexander Genze • Jörg Handrick • Ralf Hantschke • Uwe Krupp • Mike Lay • Andreas Loth • Henri Marcoux • Steve McNeil • Jacek Płachta • Stephan Retzer • Wallace Schreiber • Helmut Steiger • Anthony Vogel • Scott Young |
| Trainer:      | Bernie Johnston |

Saison 1995/96 – Play-off-Halbfinale
| Liga | Vorrunde | Sp | S  | U | NnV | N  | Tore    | Punkte | Play-offs |
| ---- | -------- | -- | -- | - | --- | -- | ------- | ------ | --- |
| DEL  | 4. Platz | 50 | 35 | 1 | 0   | 11 | 222:127 | 77     | Achtelfinale: 3:1-Siege gegen die Starbulls Rosenheim Viertelfinale: 3:0-Siege gegen die Adler Mannheim Halbfinale: 1:3-Siege gegen die Kölner Haie |

| Tor:          | Petr Bříza • Christian Künast |
| Verteidigung: | Richard Amann • Dieter Bloem • Michael Bresagk • Peter Gulda • Mike Heidt • Udo Kießling • Eduard Uvíra • Thomas Vogl                                                                             |
| Sturm:        | Mike Bullard • José Charbonneau • Georg Franz • Jörg Handrick • Ralf Hantschke • Andreas Loth • Henri Marcoux • Jacek Płachta • Stephan Retzer • Wallace Schreiber • Helmut Steiger • Marco Sturm |
| Trainer:      | Bernie Johnston |

Saison 1996/97 – Play-off-Halbfinale
Gespielt wurde zunächst eine Einfachrunde mit 30 Spielen pro Mannschaft. Anschließend spielten die Mannschaften auf den Plätzen eins bis sechs eine Meister- und der Siebte bis 16. eine Relegationsrunde aus. In der als Einfachrunde ausgetragenen Relegationsrunde qualifizierten sich die ersten beiden Teams für die Play-off-Plätze sieben und acht. Landshut war somit die siebte Mannschaft in den Play-offs und schied im Halbfinale gegen die Adler Mannheim aus.
| Liga | Vorrunde          | Sp    | S     | U   | NnV | N     | Tore           | Punkte7 | Play-offs                                                                                     |
| ---- | ----------------- | ----- | ----- | --- | --- | ----- | -------------- | ------- | --------------------------------------------------------------------------------------------- |
| DEL  | 7. Platz 1. Platz | 30 48 | 16 29 | 1 3 | 3   | 13 16 | 125:77 202:122 | 36 64   | Viertelfinale: 3:1-Siege gegen die Kölner Haie Halbfinale: 0:3-Siege gegen die Adler Mannheim |

| Tor:          | Petr Bříza • Markus Nachtmann |
| Verteidigung: | Michael Bresagk • Peter Gulda • Mike Heidt • Olli Kaski • Vesa Salo • Eduard Uvíra • Markus Wieland |
| Sturm:        | Mike Bullard • Gino Cavallini • José Charbonneau • Georg Franz • Paul Geddes • Jörg Handrick • Lars Hurtig • Jonas Johnson • Henri Marcoux • Günter Oswald • Jacek Płachta • Stephan Retzer • Wallace Schreiber • Helmut Steiger • Marco Sturm |
| Trainer:      | Timo Satinen • Nachfolger: Wayne Fleming |

Saison 1997/98 – Play-off-Halbfinale
| Liga | Vorrunde          | Sp    | S     | U   | NnV | N    | Tore           | Punkte | Play-offs                                                                                      |
| ---- | ----------------- | ----- | ----- | --- | --- | ---- | -------------- | ------ | ---------------------------------------------------------------------------------------------- |
| DEL  | 3. Platz 6. Platz | 28 48 | 18 25 | 2 4 | 1 2 | 7 17 | 100:64 148:118 | 39 56  | Viertelfinale: 3:0-Siege gegen die Kölner Haie Halbfinale: 0:3-Siege gegen die Eisbären Berlin |

| Tor:          | Petr Bříza • Markus Nachtmann • Reto Pavoni |
| Verteidigung: | Greg Brown • Mickey Elick • Peter Gulda • Mike Heidt • Mike Johnson • Olli Kaski • Chris Luongo • Evan Marble • Eduard Uvíra • John van Kessel • Markus Wieland                                         |
| Sturm:        | Mike Bullard • Gino Cavallini • Dean Evason • Jörg Handrick • Lars Hurtig • Jonas Johnson • Steve Junker • Jari Korpisalo • Mark Lamb • Dave McLlwain • Jacek Płachta • Johan Rosén • Wallace Schreiber |
| Trainer:      | Guy Charron |

Saison 1998/99 – Viertelfinaleinzug und Rückzug aus der DEL
In dieser Saison qualifizierten sich die acht bestplatzierten Mannschaften, zu denen auch der EV Landshut gehörte, in einer Vorrunde mit 52 Partien pro Team für die Play-offs. Nach der Saison wurde die Landshuter DEL-Lizenz an die Anschutz Entertainment Group verkauft. Diese verlegte die Kapitalgesellschaft nach München und ließ den neuen Klub als München Barons antreten. Für den EV Landshut bedeutete dies den Neubeginn in der Oberliga zur folgenden Saison.
| Liga | Vorrunde | Sp | S  | SnV | NnV | N  | Tore    | Punkte | Play-offs                                         |
| ---- | -------- | -- | -- | --- | --- | -- | ------- | ------ | ------------------------------------------------- |
| DEL  | 6. Platz | 52 | 21 | 8   | 9   | 14 | 163:140 | 88     | Viertelfinale: 0:3-Siege gegen die Adler Mannheim |

| Tor:          | Petr Bříza • Christian Künast • Jochen Lehmann |
| Verteidigung: | Peter Gulda • Jason Herter • Markus Jocher • Olli Kaski • Mark Krys • Chris Luongo • Evan Marble • Markus Wieland |
| Sturm:        | Peter Abstreiter • David Bruce • David Bruk • Mike Casselman • Peter Douris • Dean Evason • Curtis Fry • Jörg Handrick • Bob Joyce • Steve Junker • Sheldon Kennedy • Jari Korpisalo • Zbyněk Kukačka • Rob Murphy • Johan Rosén • Wallace Schreiber |
| Trainer:      | Chris Valentine |

Saison 1999/2000 – Neubeginn in der Oberliga, Vizemeister, Aufstiegsverzicht
In der Oberliga-Süd wurde zuerst die Vorrunde als Einfachrunde ausgespielt, nach deren Abschluss nahmen die Teilnehmer auf den Plätzen 1 bis 8 – Landshut erreichte den sechsten Platz – an der Platzierungsrunde teil. Nach Beendigung der Platzierungsrunde, bei der die Landshuter den 2. Platz belegten, spielten die Teilnehmer von Platz 1 bis 4 die Aufstiegsplayoffs zur 2. Bundesliga mit den Teilnehmern der Oberliga Nord aus. Der EV Landshut konnte sich im Finale gegen den TSV Erding durchsetzen, verzichtete entsprechend einer Vereinbarung mit dem Kooperationspartner München Barons aber auf den Aufstieg.
| Liga     | Vorrunde          | Sp    | S | U | N | Tore           | Punkte | Play-offs                                                                            |
| -------- | ----------------- | ----- | - | - | - | -------------- | ------ | ------------------------------------------------------------------------------------ |
| Oberliga | 6. Platz 2. Platz | 26 32 |   |   |   | 120:83 142:107 | 46 61  | Halbfinale: 2:1-Siege gegen den EHC Wolfsburg Finale: 2:0-Siege gegen den TSV Erding |

| Tor:          | Michael Kollmeder • Jochen Lehmann • Rupert Meister |
| Verteidigung: | Marco Eltner • Markus Jocher • Fritz Niedermeier • Daniel Poudrier • Christoph Schubert • Kamil Ťoupal • Eduard Uvíra • Thomas Vogl • Doug Wood |
| Sturm:        | Peter Abstreiter • Damian Adamus • Elmar Boiger • Stefan Breiteneicher • Christian Brittig • David Bruk • Jason Clark • Martin Führmann • Dominik Hammer • Markus Hundhammer • Max Kaltenhauser • Sven Kikel • Alexander Konschuh • Markus Meier • Thomas Mühlbauer • Eduard Seisenberger • Ramin Yazdi • Sven Wiede • Matthias Wittmann • Edward Zawatzky |
| Trainer:      | Michael Eibl • seit 8. Oktober 1999: Gary Clark |

## 2000er-Jahre
Saison 2000/01
Diese Saison wurde in einer als Doppelrunde gestalteten Vorrunde ausgespielt. Die Teilnehmer auf den Plätzen 1 bis 8 der Oberliga Süd und der Oberliga Nord durften an den Aufstiegsplayoffs teilnehmen. Der EV Landshut schied bereits im Viertelfinale gegen den EV Duisburg aus.
| Liga     | Vorrunde | Sp | S | U | N | Tore    | Punkte | Play-offs                                      |
| -------- | -------- | -- | - | - | - | ------- | ------ | ---------------------------------------------- |
| Oberliga | 7. Platz | 44 |   |   |   | 165:174 | 64     | Viertelfinale: 0:3-Siege gegen den EV Duisburg |

| Tor:          | Michael Kollmeder • Jochen Lehmann • Rupert Meister • Jani Niininen |
| Verteidigung: | Andreas Böhrer • Andreas Geipel • Mario Gschmeidler • Michael Hacker • Marcus Hofbauer • Torsten Kircher • Douglas Kirton • Petr Mainer • Mario Oestreich • Kamil Ťoupal • Eduard Uvíra |
| Sturm:        | Gert Acker • Stefan Breiteneicher • Christian Brittig • David Bruk • Martin Führmann • Dominik Hammer • Benjamin Hecker • Anton Hofer • Markus Hundhammer • Alexander Konschuh • Daniel Koslow • Markus Meier • Thomas Mühlbauer • Torsten Rau • Max Seyller • Bernd Truntschka • Ramin Yazdi • Edward Zawatzky |
| Trainer:      | Gary Clark • seit 12. Februar 2001: Bernhard Englbrecht |

Saison 2001/02 – Oberligameisterschaft und Aufstieg in die 2. Bundesliga
Die Oberliga wurde im Gegensatz zur Vorsaison als eingleisige Liga ausgespielt. Die Vereine, die nach der Doppelrunde die Plätze 1 bis 8 einnahmen, spielten die Aufstiegs-Play-offs aus. Der erstplatzierte EV Landshut entschied das Finale gegen die Dresdner Eislöwen für sich und konnten auch die für den sportlichen Aufstieg belanglose Oberligameisterschaft gegen den zweiten Finalgewinner ESV Kaufbeuren glatt mit 9:3 und 8:7 für sich entscheiden.
| Liga     | Vorrunde | Sp | S | U | N | Tore | Punkte | Play-offs                                                                                 |
| -------- | -------- | -- | - | - | - | ---- | ------ | ----------------------------------------------------------------------------------------- |
| Oberliga | 1. Platz | 52 |   |   |   |      | 121    | Halbfinale: 3:0-Siege gegen die Erding Jets Finale: 3:0-Siege gegen die Dresdner Eislöwen |

| Tor:          | Patrick Ehelechner • Michael Kollmeder • Jochen Lehmann • Marc Pethke |
| Verteidigung: | Marcus Adolfsson • Brad Burym • Brandon Carper • Andreas Geipel • Mario Gschmeidler • Daniel Hilpert • Raphael Kapzan • Torsten Kircher • Kamil Ťoupal • Bernhard Weinzierl |
| Sturm:        | Gert Acker • Andreas Attenberger • Christian Brittig • Jason Clark • Jens Feller • Dominik Hammer • Benjamin Hecker • Dusan Halloun • Markus Hundhammer • Andrej Kaufmann • Alexander Konschuh • Markus Meier • Thomas Mühlbauer • Max Seyller • Matthias Wittmann • Zdislaw Zareba • Edward Zawatzky |
| Trainer:      | Bernhard Englbrecht |

Saison 2002/03 – Erste Saison in der 2. Bundesliga
Nach der als Doppelrunde ausgespielten Vorrunde spielten die Mannschaften auf Platz 1 bis 8 die Meisterschafts-Play-offs, in denen die Landshut Cannibals im Halbfinale gegen den SC Riessersee ausschieden.
| Liga          | Vorrunde | Sp | S | U | N | Tore    | Punkte | Play-offs                                                                                       |
| ------------- | -------- | -- | - | - | - | ------- | ------ | ----------------------------------------------------------------------------------------------- |
| 2. Bundesliga | 4. Platz | 56 |   |   |   | 177:143 | 99     | Viertelfinale: 3:1-Siege gegen den Heilbronner EC Halbfinale: 2:3-Siege gegen den SC Riessersee |

| Tor:          | Michael Kollmeder • Nolan McDonald • Benjamin Voigt |
| Verteidigung: | Andreas Geipel • Mario Gschmeidler • Daniel Hilpert • Raphael Kapzan • David Kudelka • Mats Lindmark • Anton Prommersberger • Kamil Ťoupal • Alexander Vorwerk • Martin Walter • Bernhard Weinzierl                                                                                               |
| Sturm:        | Gert Acker • Ģirts Ankipāns • Andreas Attenberger • Benjamin Barz • Christian Brittig • Aniket Dhadphale • Alexander Feistl • Corey Gustafson • Dominik Hammer • Markus Hundhammer • Markus Meier • Max Seyller • Vitali Stähle • Gregor Thoma • Markus Welz • Matthias Wittmann • Zdislaw Zareba |
| Trainer:      | Bernhard Englbrecht |

Saison 2003/04 – Erster Vizemeistertitel in der 2. Bundesliga
Wie im Vorjahr wurde wieder eine Vorrunde als Doppelrunde absolviert. Anschließend nahmen die Teilnehmer auf Platz 1 bis 8 an den Meisterschafts-Play-offs teil. Dabei mussten die Landshut Cannibals erst im Finale gegen den EHC Wolfsburg geschlagen geben.
| Liga          | Vorrunde | Sp | S  | SnV | NnV | N  | Tore    | Punkte | Play-offs |
| ------------- | -------- | -- | -- | --- | --- | -- | ------- | ------ | --- |
| 2. Bundesliga | 4. Platz | 48 | 23 | 5   | 5   | 15 | 163:140 | 84     | Viertelfinale: 3:1-Siege gegen den EV Duisburg Halbfinale: 3:2-Siege gegen den EC Bad Nauheim Finale: 1:3-Siege gegen den EHC Wolfsburg |

| Tor:          | Nolan McDonald • Sebastian Vogl • Benjamin Voigt |
| Verteidigung: | Chris Bahen • Peter Baumgartner • Andreas Geipel • Daniel Hilpert • Raphael Kapzan • Mats Lindmark • Anton Prommersberger • Kamil Ťoupal • Aki Tuominen |
| Sturm:        | Hubert Buchwieser • Doug Derraugh • Eric Dylla • Alexander Eberl • Alexander Feistl • Cory Gustafson • Dominik Hammer • Tobias Hanöffner • Markus Hundhammer • Daniel Koslow • Robert Pell • Justin Plamondon • Thomas Schenkel • Max Seyller • Markus Welz • Thomas Wilhelm • Matthias Wittmann • Zdislaw Zareba |
| Trainer:      | Bernhard Englbrecht |

Saison 2004/05 
Wie im Vorjahr wurde wieder eine Vorrunde als Doppelrunde absolviert. Anschließend nahmen die Teilnehmer auf Platz 1 bis 8 an den Meisterschafts-Play-offs teil. Die Landshut Cannibals kamen dieses Jahr nicht über das Viertelfinale hinaus, in dem man gegen die Eisbären Regensburg den Kürzeren zog.
| Liga          | Vorrunde | Sp | S  | SnV | NnV | N  | Tore    | Punkte | Play-offs                                              |
| ------------- | -------- | -- | -- | --- | --- | -- | ------- | ------ | ------------------------------------------------------ |
| 2. Bundesliga | 6. Platz | 52 | 21 | 8   | 6   | 17 | 147:146 | 85     | Viertelfinale: 1:4-Siege gegen die Eisbären Regensburg |

| Tor:          | Nolan McDonald • Jan Münster • Sebastian Vogl |
| Verteidigung: | Chris Bahen • Peter Baumgartner • Ryan Bonni • Markus Eberl • Vinzenz Frey • Andreas Geipel • Raphael Kapzan • Kamil Ťoupal • Aki Tuominen |
| Sturm:        | Maximilian Brandl • Tobias Brenninger • Bobby Brown • Thomas Daffner • Dion Del Monte • Eric Dylla • Alexander Eberl • Alexander Feistl • Dominik Hammer • Tobias Hanöffner • Markus Hundhammer • Florian Ksoll • Robert Pell • Alexander Rusch • Thomas Schinko • Felix Schütz • Markus Welz • Matthias Wittmann • Zdislaw Zareba |
| Trainer:      | Bernhard Englbrecht |

Saison 2005/06
Am Modus änderte sich auch diese Saison fast nichts: Wie im Vorjahr wurde eine Vorrunde als Doppelrunde absolviert. Anschließend nahmen die Teilnehmer auf Platz 1 bis 8 an den Meisterschafts-Play-offs teil. Die zweitplatzierten Landshuter schieden bereits im Viertelfinale gegen die Dresdner Eislöwen aus.
| Liga          | Vorrunde | Sp | S  | SnV | NnV | N  | Tore    | Punkte | Play-offs                                            |
| ------------- | -------- | -- | -- | --- | --- | -- | ------- | ------ | ---------------------------------------------------- |
| 2. Bundesliga | 6. Platz | 52 | 31 | 3   | 2   | 16 | 199:139 | 101    | Viertelfinale: 3:4-Siege gegen die Dresdner Eislöwen |

| Tor:          | Martin Cinibulk • Sebastian Vogl |
| Verteidigung: | Chris Bahen • Petr Bares • Chris Belanger • Stephan Daschner • Andreas Geipel • Patrick Gruber • Sebastian Gumplinger • Sebastian Schwarz • Kamil Ťoupal • |
| Sturm:        | Maximilian Brandl • Tobias Brenninger • Thomas Daffner • Brandon Dietrich • Eric Dylla • Alexander Feistl • Robby Hein • Markus Hundhammer • Philipp Michl • Alexander Popp • Kurt Reichermeier • Thomas Schinko • Michael Schwarzkugler • Conny Strömberg • Markus Welz • Zdislaw Zareba |
| Trainer:      | Danny Naud |

Saison 2006/07 – Halbfinal-Einzug
Der Modus aus dem vorigen Jahr wurde im Wesentlichen beibehalten: Es wurde eine Vorrunde als Doppelrunde absolviert. Anschließend nahmen die Teilnehmer auf Platz 1 bis 8 an den Meisterschafts-Play-offs teil. Die Landshut Cannibals mussten sich diesmal erst im Halbfinale dem späteren Meister Grizzly Adams Wolfsburg geschlagen geben.
| Liga          | Vorrunde | Sp | S  | SnV | NnV | N  | Tore    | Punkte | Play-offs                                                                                                  |
| ------------- | -------- | -- | -- | --- | --- | -- | ------- | ------ | --- |
| 2. Bundesliga | 5. Platz | 52 | 25 | 6   | 3   | 18 | 186:131 | 90     | Viertelfinale: 4:1-Siege gegen die SERC Wild Wings Halbfinale: 0:3-Siege gegen die Grizzly Adams Wolfsburg |

| Tor:          | Martin Cinibulk • Maximilian Englbrecht • Stefan Horneber • Siniša Martinović • Sebastian Weiß |
| Verteidigung: | Rich Bronilla • Stephan Daschner • Andreas Geipel • Sebastian Gumplinger • Anton Prommersberger • Sebastian Schwarz • Chris St. Croix • Kamil Ťoupal • |
| Sturm:        | Maximilian Brandl • Robert Bote • Thomas Daffner • Gerrit Fauser • T. J. Guidarelli • Jaakko Hagelberg • Dominik Hammer • Eric Houde • Markus Hundhammer • Philipp Michl • Daniel Möhle • Robert Pell • Alexander Popp • Thomas Schinko • Michael Schwarzkugler • Alexander Serikow • Markus Welz • Thomas Wilhelm • Zdislaw Zareba |
| Trainer:      | Danny Naud |

Saison 2007/08 – Zweite Vizemeisterschaft, DEL-Aufstieg verpasst
Der Vorjahresmodus wurde nicht verändert: Es wurde eine Vorrunde als Doppelrunde absolviert. Anschließend nahmen die Teilnehmer auf Platz 1 bis 8 an den Meisterschafts-Play-offs teil. Die Landshut Cannibals trafen in der Finalserie auf die Kassel Huskies, die den DEL-Aufstieg schließlich in der Verlängerung des fünften Spiels feiern konnten.
| Liga          | Vorrunde | Sp | S  | SnV | NnV | N  | Tore    | Punkte | Play-offs |
| ------------- | -------- | -- | -- | --- | --- | -- | ------- | ------ | --- |
| 2. Bundesliga | 2. Platz | 52 | 28 | 4   | 3   | 17 | 171:128 | 95     | Viertelfinale: 4:1-Siege gegen die Bietigheim Steelers Halbfinale: 3:0-Siege gegen die Heilbronner Falken Finale: 2:3-Siege gegen die Kassel Huskies |

| Tor:          | Martin Cinibulk • Maximilian Englbrecht • Josef Mayer • Sebastian Weiß |
| Verteidigung: | Rich Bronilla • Stephan Daschner • Andreas Geipel • Florian Müller • Anton Prommersberger • Chris St. Croix • Kevin Steiger • Kamil Ťoupal • Raphael Wagner |
| Sturm:        | Peter Abstreiter • Thomas Daffner • Brandon Dietrich • Maximilian Forster • Dominik Hammer • Maximilian Hofbauer • Markus Hundhammer • Aleš Krátoška • Marcus Marsall • Philipp Michl • Daniel Möhle • Günter Oswald • Alexander Popp • Dominik Quinlan • Bill Trew • Brent Walton • Markus Welz • Thomas Wilhelm • Bastian Werner |
| Trainer:      | Andreas Brockmann • Ewald Steiger (Co-Trainer) |

Saison 2008/09 – Ausscheiden im Viertelfinale
Der Vorjahresmodus wurde im Wesentlichen beibehalten. Die Liga spielte mit 13 Mannschaften eine Doppelrunde aus. Anders als im Vorjahr wurden „Pre-Play-offs“ eingeführt, hierbei kämpften die Teams auf den Plätzen sieben bis zehn um die letzten beiden Play-off-Plätze. Die Landshut Cannibals schieden im Viertelfinale der Meisterschafts-Play-offs gegen den EV Ravensburg aus.
| Liga          | Vorrunde | Sp | S  | SnV | NnV | N  | Tore    | Punkte | Play-offs                                        |
| ------------- | -------- | -- | -- | --- | --- | -- | ------- | ------ | ------------------------------------------------ |
| 2. Bundesliga | 6. Platz | 48 | 20 | 4   | 4   | 20 | 137:150 | 72     | Viertelfinale: 2:4-Siege gegen den EV Ravensburg |

| Tor:          | Fritz Berghammer • Martin Cinibulk • Danijel Kovačič |
| Verteidigung: | Rich Bronilla • Stephan Daschner • Andreas Moborg • Riley Moher • Florian Müller • Anton Prommersberger • Sebastian Schwarz • Kamil Ťoupal • Maximilian Waitl |
| Sturm:        | Julian Bogner • Maximilian Brandl • Thomas Brandl • Ben Cottreau • Dillon Duncan • Maximilian Forster • Markus Hundhammer • Aleš Krátoška • Tom Kühnhackl • Marcus Marsall • Josef Menauer • Philipp Michl • Daniel Möhle • Ty Morris • Dominik Quinlan • Peter Szabó • Markus Welz • Matthias Wittmann |
| Trainer:      | Mike Bullard • ab 14. Februar 2009: Ewald Steiger • Günter Oswald |

Saison 2009/10 – Ausscheiden im Viertelfinale
Der Vorjahresmodus wurde im Wesentlichen beibehalten. Die Liga spielte mit 14 Mannschaften eine Doppelrunde aus. In den Pre-Play-offs kämpften die Teams auf den Plätzen sieben bis zehn um die letzten beiden Play-off-Plätze. Die Landshut Cannibals schieden im Viertelfinale der Meisterschafts-Play-offs gegen die Bietigheim Steelers aus.
| Liga          | Vorrunde | Sp | S  | SnV | NnV | N  | Tore    | Punkte | Play-offs                                              |
| ------------- | -------- | -- | -- | --- | --- | -- | ------- | ------ | ------------------------------------------------------ |
| 2. Bundesliga | 5. Platz | 52 | 23 | 6   | 5   | 18 | 170:136 | 86     | Viertelfinale: 2:4-Siege gegen die Bietigheim Steelers |

| Tor:          | Fritz Berghammer • Martin Cinibulk • Danijel Kovačič • Sebastian Stefaniszin |
| Verteidigung: | Nick Anderson • Andrew Eastman • Stephan Kronthaler • David Kudelka • Andreas Moborg • Anton Prommersberger • Sebastian Schwarz • Kamil Ťoupal • Maximilian Waitl • Raphael Wagner                                                                                      |
| Sturm:        | Peter Abstreiter • David Elsner • Gerrit Fauser • Maximilian Forster • Markus Hundhammer • Nico Krämmer • Tom Kühnhackl • Brady Leisenring • Josef Menauer • Ryan McDonough • Ty Morris • Günter Oswald • Tobias Rieder • Ryan Toomey • Markus Welz • Matthias Wittmann |
| Trainer:      | Tobias Abstreiter |

## 2010er-Jahre
Saison 2010/11 – Ausscheiden im Viertelfinale
Am Modus der Vorjahre wurde nichts verändert. Die Liga spielte mit 13 Mannschaften eine Doppelrunde aus. In den Pre-Play-offs setzte sich Landshut als Achtplatzierter gegen den Tabellenneunten Hannover Indians durch. Im anschließenden Play-off-Viertelfinale unterlagen sie den Ravensburg Tower Stars sieglos.
| Liga          | Vorrunde | Sp | S  | SnV | NnV | N  | Tore    | Punkte | Play-offs |
| ------------- | -------- | -- | -- | --- | --- | -- | ------- | ------ | --- |
| 2. Bundesliga | 8. Platz | 48 | 19 | 5   | 5   | 19 | 138:145 | 72     | Pre-Play-offs: 2:0-Siege gegen die Hannover Indians Viertelfinale: 0:4-Siege gegen die Ravensburg Tower Stars |

| Tor:          | Fritz Berghammer • Sebastian Stefaniszin • Sebastian Vogl |
| Verteidigung: | Stephan Daschner (FL) • Nicolas Doumolin • Kevin Kapstad • Stephan Kronthaler • Anton Prommersberger • Christian Retzer • Kamil Ťoupal • Markus Welz • Raphael Wagner |
| Sturm:        | Peter Abstreiter • Michael Baindl (FL) • Maximilian Brandl • Thomas Brandl • Patrick Buzás (FL) • David Elsner • Alexander Feistl • Maximilian Forster (FL) • André Huebscher • Markus Hundhammer • Nico Krämmer • Norman Martens (FL) • Ty Morris • František Mrázek • Günter Oswald • Marc Rancourt • Kevin Steiger • Cody Thornton • Sebastian Uvira • Dominic Walsh (FL) |
| Trainer:      | Tobias Abstreiter |

Saison 2011/12 – Gewinn der Meisterschaft – Qualifiziert für den IIHF Continental Cup 2012/13
Wie im Vorjahr spielte die Liga mit 13 Mannschaften eine Doppelrunde aus. Die Pre-Play-offs wurden jedoch abgeschafft und alle Play-off-Serien auf das Best-of-Seven-System ausgedehnt. Landshut setzte sich als Tabellenführer jeweils mit Sweeps gegen die Hannover Indians und den EV Ravensburg durch. Schließlich entschieden die Kannibalen das Finale gegen den Erzrivalen Starbulls Rosenheim für sich. Durch die fehlende Verzahnung zur DEL erfolgte kein Aufstieg.
| Liga          | Vorrunde | Sp | S  | SnV | NnV | N  | Tore    | Punkte | Play-offs |
| ------------- | -------- | -- | -- | --- | --- | -- | ------- | ------ | --- |
| 2. Bundesliga | 1. Platz | 48 | 24 | 7   | 5   | 12 | 169:135 | 91     | Viertelfinale: 4:0-Siege gegen die Hannover Indians Halbfinale: 4:0-Siege gegen den EV Ravensburg Finale: 4:2-Siege gegen die Starbulls Rosenheim |

| Tor:          | Thomas Hingel • Sebastian Vogl |
| Verteidigung: | Andreas Geipel • Steve Hanusch • Kevin Kapstad • Bastian Krämmer • Stephan Kronthaler • Heiko Smazal • Kamil Ťoupal                                                                                                 |
| Sturm:        | Peter Abstreiter • Andrej Bíreš • Maximilian Brandl • Thomas Brandl • Sebastian Busch • Martin Davídek • Jaroslav Kracík • Nico Krämmer • František Mrázek • Elia Ostwald • Cody Thornton • Bill Trew • Markus Welz |
| Trainer:      | Jiří Ehrenberger |

Saison 2012/13 – Ausscheiden im Viertelfinale
Wie im Vorjahr spielte die Liga mit 13 Mannschaften eine Doppelrunde aus. Der Spielmodus wurde ebenfalls beibehalten. Die Cannibals trafen als Drittplatzierter auf den Vorjahres-Final-Gegner und Erzrivalen Starbulls Rosenheim, denen sie sich mit zwei zu vier Siegen geschlagen geben mussten.
| Liga          | Vorrunde | Sp | S  | SnV | NnV | N  | Tore    | Punkte | Play-offs                                              |
| ------------- | -------- | -- | -- | --- | --- | -- | ------- | ------ | ------------------------------------------------------ |
| 2. Bundesliga | 1. Platz | 48 | 23 | 4   | 10  | 11 | 160:124 | 87     | Viertelfinale: 2:4-Siege gegen die Starbulls Rosenheim |

| Tor:          | Marco Eisenhut • Thomas Hingel • Timo Pielmeier |
| Verteidigung: | Andreas Geipel • Jakub Grof • Stephan Kronthaler • Heiko Smazal • Marco Schütz • Kamil Ťoupal • Fabio Wagner |
| Sturm:        | Peter Abstreiter • Maximilian Brandl • Thomas Brandl • Sebastian Busch • Martin Davídek • David Elsner • Maximilian Forster • Roland Kaspitz • Jaroslav Kracík • Arturs Kruminsch • František Mrázek • Marco Sedlar • Marc Schmidpeter • Cody Thornton • Bill Trew • Markus Welz |
| Trainer:      | Jiří Ehrenberger |

Saison 2013/14 – Erste Saison in der DEL2: Ausscheiden im Halbfinale
Die in DEL2 umbenannte 2. Bundesliga ging mit 12 Mannschaften an den Start. Nach einer Doppelrunde folgte eine Zwischenrunde, in welcher alle ungeraden bzw. alle geraden Startplätze ein Heim- und ein Auswärtsspiel austrugen. Der EVL Landshut Eishockey setzte sich als Fünftplatzierter im Viertelfinale gegen den EV Ravensburg durch, musste sich aber im siebten Spiel des Halbfinales gegen den REV Bremerhaven geschlagen geben.
| Liga | Vorrunde | Sp | S  | SnV | NnV | N  | Tore    | Punkte | Play-offs                                                                                        |
| ---- | -------- | -- | -- | --- | --- | -- | ------- | ------ | ------------------------------------------------------------------------------------------------ |
| DEL2 | 5. Platz | 54 | 28 | 4   | 4   | 18 | 206:163 | 96     | Viertelfinale: 4:3-Siege gegen den EV Ravensburg Halbfinale: 3:4-Siege gegen den REV Bremerhaven |

| Tor:          | Marco Eisenhut • Brian Stewart |
| Verteidigung: | Stephan Daschner • Andreas Geipel • Josh Godfrey • Stephan Kronthaler • John Rogl • Heiko Smazal • Fabio Wagner |
| Sturm:        | Riley Armstrong • Peter Abstreiter • Maximilian Brandl • Sebastian Busch • Maximilian Daubner • Martin Davídek • David Elsner • Maximilian Forster • Stefan Loibl • Jakob Mayenschein • Ty Morris • Elia Ostwald • Marc Schmidpeter • Cody Thornton • Bill Trew • Lukas Vantuch |
| Trainer:      | Jiří Ehrenberger • ab 1. Februar 2014: Andreas Brockmann |

Saison 2014/15 – Ausscheiden im Halbfinale – Abstieg durch Lizenzentzug
Die Saison begann mit einer Doppelrunde, in welcher die Mannschaften in 52 Spielen jeweils viermal aufeinander trafen. Die ersten sechs Mannschaften waren direkt für die Playoffs qualifiziert, während unter den Plätzen 7 bis 10 zwei weitere Playoff-Plätze ausgespielt wurden. Die vier Letztplatzierten spielten in Playdowns gegen den Abstieg.
| Liga | Hauptrunde | Sp | S  | SnV | NnV | N  | Tore    | Punkte | Play-offs                                                                                                |
| ---- | ---------- | -- | -- | --- | --- | -- | ------- | ------ | --- |
| DEL2 | 6. Platz   | 52 | 25 | 3   | 3   | 21 | 174:162 | 84     | Viertelfinale: 4:1-Siege gegen den EC Kassel Huskies Halbfinale: 0:4-Siege gegen die Bietigheim Steelers |

| Tor:          | Maximilian Englbrecht • Pasi Häkkinen • Tyler Weiman • Marco Eisenhut • Cody Brenner |
| Verteidigung: | Peter Baumgartner • Tobias Draxinger • Andreas Gawlik • Andreas Geipel • Stephan Kronthaler • Florian Müller • John Rogl • Fabio Wagner • Yannis Walch |
| Sturm:        | Peter Abstreiter • Maximilian Daubner • Kyle Doyle • Michael Endraß • P. J. Fenton • Maximilian Forster • Patrick Jarrett • Jakob Mayenschein • Ty Morris • Elia Ostwald • Eddy Rinke-Leitans • Marc Schmidpeter • Marco Sedlar • Brad Staubitz • Cody Thornton • Bill Trew • Lukas Vantuch • Ludwig Wild |
| Trainer:      | Andreas Brockmann |

Saison 2015/16 – Ausscheiden im Viertelfinale
In der Oberliga Süd wurde zuerst die Hauptrunde als Doppelrunde ausgespielt, wobei sich die ersten sechs Mannschaften direkt für die Playoffs qualifizierten, die Ränge 7 bis 10 spielten Pre-Playoffs für zwei weitere Playoff-Plätze aus. Die erste Runde der Playoffs – die Vorausscheidung – fand gruppenintern statt, danach wurde mit dem Norden verzahnt. Der EV Landshut als Viertplatzierter gewann die erste Playoff-Runde mit 3:0 gegen den VER Selb, musste sich im Viertelfinale aber den Tilburg Trappers mit 1:3 geschlagen geben.
| Liga     | Hauptrunde | Sp | S  | SnV | NnV | N  | Tore    | Punkte | Play-offs                                                                                         |
| -------- | ---------- | -- | -- | --- | --- | -- | ------- | ------ | ------------------------------------------------------------------------------------------------- |
| Oberliga | 4. Platz   | 40 | 18 | 4   | 6   | 12 | 149:118 | 68     | Vorausscheidung: 3:0-Siege gegen den VER Selb Viertelfinale: 1:3-Siege gegen die Tilburg Trappers |

| Tor:          | Maximilian Englbrecht • Patrick Berger • Carlo Schwarz |
| Verteidigung: | Peter Baumgartner • Tobias Draxinger • Andreas Geipel • Markus Gröger • Dominik Hammer • Jackson Kuhn • Christian Köllner • Simon Mayr • Ondrej Pozivil |
| Sturm:        | Leon Abstreiter • Peter Abstreiter • Kyle Doyle • Stephane Döring • Markus Eberhardt • Michael Endraß • Maximilian Forster • Jonas Franz • Valentin Gschmeißner • Maximilian Hofbauer • Patrick Jarrett • Benjamin Kronawitter • Philipp Michl • Marco Sedlar • Cody Thornton • Ludwig Wild • Luca Zitterbart |
| Trainer:      | Bernhard Englbrecht |

Saison 2016/17 – Ausscheiden im Achtelfinale
In der Oberliga wurde zuerst die Hauptrunde als Einfachrunde mit 10 zusätzlichen Spielen ausgespielt, nach deren Abschluss nahmen die Teilnehmer auf den Plätzen 1 bis 8 – Landshut erreichte den siebten Platz – an der Meisterrunde teil. Nach Beendigung der Meisterrunde – Landshut war auf Rang 8 Schlusslicht – fanden die Aufstiegsplayoffs zur DEL 2 statt. Dabei spielten die Mannschaften der Oberliga Süd das Achtelfinale noch untereinander aus, ab dem Viertelfinale fand eine Verzahnung mit den Teilnehmern der Oberliga Nord statt.
| Liga     | Hauptrunde | Meisterrunde | Sp | S  | SnV | NnV | N  | Tore    | Punkte | Play-offs                     |
| -------- | ---------- | ------------ | -- | -- | --- | --- | -- | ------- | ------ | ----------------------------- |
| Oberliga | 7. Platz   | 8. Platz     | 46 | 17 | 1   | 5   | 23 | 123:143 | 58     | Achtelfinale: 0:3 EC Bad Tölz |

| Tor:          | Maximilian Englbrecht • Patrick Berger • Carlo Schwarz |
| Verteidigung: | Peter Baumgartner • Jan Bendik • Alexander Ehl • Alexander Elsberger • Andreas Geipel • Markus Gröger • Silvan Heiß • Jackson Kuhn • Armin Rotzinger |
| Sturm:        | Leon Abstreiter • Peter Abstreiter • Marco Baßler • Kyle Doyle • Stephane Döring • Christoph Fischhaber • Max Forster • Stefan Groß • Dominik Hammer • Maximilian Hofbauer • Valentin Kopp • Sean McGovern • Philipp Michl • Max Retzer • Marco Sedlar • Roman Tvrdon • Luca Zitterbart |
| Trainer:      | Bernhard Englbrecht • ab Januar 2017: Alexander Serikow |

Saison 2017/18 – Ausscheiden im Achtelfinale
| Liga     | Hauptrunde | Meisterrunde | Sp | S  | SnV | NnV | N | Tore    | Punkte | Play-offs                        |
| -------- | ---------- | ------------ | -- | -- | --- | --- | - | ------- | ------ | -------------------------------- |
| Oberliga | 1. Platz   | 4. Platz     | 46 | 27 | 13  | 3   | 3 | 180:123 | 90     | Achtelfinale: 1:3 Moskitos Essen |

| Tor:          | Maximilian Englbrecht • Patrick Berger |
| Verteidigung: | Peter Baumgartner • Lars Eigner • Markus Gröger • Silvan Heiß • Devon Krogh • Jackson Kuhn • Vincenz Maier • Nikolaus Meier • Christopher Schadewaldt |
| Sturm:        | Leon Abstreiter • Peter Abstreiter • Marco Baßler • Alexander Ehl • Christoph Fischhaber • Maximilian Forster • Jonas Franz • Maximilian Hofbauer • Stefan Reiter • Max Retzer • Marco Sedlar • Bill Trew • Luca Trinkberger • David Wrigley • Luca Zitterbart |
| Trainer:      | Axel Kammerer |

Saison 2018/19 – Oberligameisterschaft und Aufstieg in die DEL´2
| Liga     | Hauptrunde | Meisterrunde | Sp | S  | SnV | NnV | N | Tore    | Punkte | Play-offs |
| -------- | ---------- | ------------ | -- | -- | --- | --- | - | ------- | ------ | --- |
| Oberliga | 3. Platz   | 2. Platz     | 50 | 31 | 5   | 6   | 8 | 220:118 | 109    | Achtelfinale: 3:0 Rostock Piranhas Viertelfinale: 3:1 Saale Bulls Halle Halbfinale: 3:0 Hannover Scorpions Finale: 3:2 Tilburg Trappers |

| Tor:          | Jaroslav Hübl • Dimitri Pätzold |
| Verteidigung: | Dominik Boháč • Alexander Dersch • Christian Ettwein • Nicolas Geitner • Stephan Kronthaler • Josh McFadden • Phillip Messing • Elia Ostwald • Matic Podlipnik • Mario Zimmermann                                                     |
| Sturm:        | Marco Baßler • Maximilian Brandl • Alexander Ehl • Christoph Fischhaber • Maximilian Forster • Erik Gollenbeck • Jeff Hayes • Maximilian Hofbauer • Aleš Jiřík • Lukas Mühlbauer • Marc Schmidpeter • Marco Sedlar • Luca Trinkberger |
| Trainer:      | Axel Kammerer |

Saison 2019/20 – Play-downs wurden wegen der COVID-19-Pandemie nicht ausgespielt
| Liga | Hauptrunde | Sp | S  | SnV | NnV | N  | Tore    | Punkte | Play-down                         |
| ---- | ---------- | -- | -- | --- | --- | -- | ------- | ------ | --------------------------------- |
| DEL2 | 14. Platz  | 52 | 11 | 11  | 7   | 23 | 160:183 | 62     | Erste Runde: −:− Lausitzer Füchse |

| Tor:          | Dimitri Pätzold • Jaroslav Hübl • Patrick Berger • Philipp Maurer |
| Verteidigung: | Dominik Boháč • Christian Ettwein • Stephan Kronthaler • Phillip Messing • Elia Ostwald • Kevin Wehrs • Mario Zimmermann • Josh McFadden • Manuel Neumann |
| Sturm:        | Marco Baßler • Maximilian Brandl • Robbie Czarnik • Alexander Ehl • Christoph Fischhaber • Maximilian Forster • Erik Gollenbeck • Jeff Hayes • Maximilian Hofbauer • Aleš Jiřík • Lukas Mühlbauer • Mathieu Pompei • Marc Schmidpeter • Marco Sedlar • Luca Trinkberger |
| Trainer:      | Axel Kammerer • ab Januar 2020: Leif Carlsson |

## 2020er-Jahre
Saison 2020/21 – Play-downs wurden wegen der COVID-19-Pandemie nicht ausgespielt – keine Absteiger
| Liga | Hauptrunde | Sp | S  | SnV | NnV | N  | Tore    | Punkte | Play-downs |
| ---- | ---------- | -- | -- | --- | --- | -- | ------- | ------ | ---------- |
| DEL2 | 11. Platz  | 50 | 15 | 4   | 7   | 24 | 162:191 | 60     | –          |

| Tor:          | Jaroslav Hübl, Dimitri Pätzold |
| Verteidigung: | Dominik Boháč, Christian Ettwein, Maximilian Gläßl, Stephan Kronthaler, Henry Martens, Phillip Messing, Robin Weihager, Mario Zimmermann                                                                                         |
| Sturm:        | Fabian Baßler, Marco Baßler, Maximilian Brandl, Thomas Brandl, Tim Brunnhuber, Sebastian Busch, Maximilian Forster, Maximilian Hofbauer, Jere Laaksonen, Lukas Mühlbauer, Zach O’Brien, Robin Palka, Marcus Power, Nicolas Sauer |
| Trainer:      | Leif Carlsson |

Saison 2021/22 – Ausscheiden im Pre-Playoff 
| Liga | Hauptrunde | Sp | S  | SnV | NnV | N  | Tore    | Punkte | Pre-Playoff                                       |
| ---- | ---------- | -- | -- | --- | --- | -- | ------- | ------ | ------------------------------------------------- |
| DEL2 | 10. Platz  | 52 | 17 | 6   | 5   | 24 | 167:173 | 68     | 1. Runde: 1:2 -Siege gegen die Heilbronner Falken |

| Tor:          | Dimitri Pätzold, Olaf Schmidt |
| Verteidigung: | Benedikt Brückner, Alexander Dersch, Alexander Dotzler, Markus Eberhardt, Adrian Klein, Stephan Kronthaler (C), Henry Martens, Andreas Schwarz, Robin Weihager (A), Mario Zimmermann                                                                 |
| Sturm:        | Brandon Alderson, Fabian Baßler, Thomas Brandl, Tim Brunnhuber, Brett Cameron, Maximilian Forster (A), Sahir Gill, Thomas Holzmann, Andreé Hult, Julian Kornelli, Jakob Mayenschein, Lukas Mühlbauer, Marco Pfleger, Joshua Samanski, Yannik Valenti |
| Trainer:      | Leif Carlsson • Nachfolger: Heiko Vogler |

Saison 2022/23 – Ausscheiden im Viertelfinale
| Liga | Hauptrunde | Sp | S  | SnV | NnV | N  | Tore    | Punkte | Play-offs                                                                                          |
| ---- | ---------- | -- | -- | --- | --- | -- | ------- | ------ | -------------------------------------------------------------------------------------------------- |
| DEL2 | 7. Platz   | 52 | 20 | 5   | 7   | 20 | 164:172 | 77     | Pre-Play-offs: 2:0 Siege gegen den EV Regensburg Viertelfinale: 3:4 -Siege gegen den EV Ravensburg |

| Tor:          | Philipp Dietl, Sebastian Vogl, Nico Pertuch, Florian Bugl, Luka Gračnar |
| Verteidigung: | Michael Reich, Benedikt Brückner, Simon Stowasser, Andreas Schwarz, Alexander Dersch, Nick Pageau, Adrian Klein, Jan Pavlu |
| Sturm:        | Tyson McLellan, Julian Kornelli, Thomas Brandl, Samir Kharboutli, Jack Doremus, Daniel Bruch, Yannik Valenti, Fabian Baßler, Jakob Mayenschein, Marco Pfleger, Andreé Hult, Maximilian Forster, Lukas Mühlbauer, Brett Cameron, David Zucker, Bastian Eckl |
| Trainer:      | Heiko Vogler |

Saison 2023/24 
| Liga | Hauptrunde | Sp | S  | SnV | NnV | N  | Tore    | Punkte | Play-offs                                          |
| ---- | ---------- | -- | -- | --- | --- | -- | ------- | ------ | -------------------------------------------------- |
| DEL2 | 4. Platz   | 52 | 21 | 8   | 6   | 17 | 149:131 | 85     | Viertelfinale: 3 : 4 Siege gegen den EV Kaufbeuren |

| Tor:          | Philipp Dietl, Jonas Langmann, Sebastian Vogl |
| Verteidigung: | Wade Bergman, Benedikt Brückner, Tobias Echtler, Nick Pageau (C), Michael Reich, John Rogl, Tomáš Schmidt, Andreas Schwarz (A), Simon Stowasser, Luca Zitterbart                                                            |
| Sturm:        | Linus Brandl, Thomas Brandl, Brett Cameron, Robin Drothen, Samir Kharboutli, Julian Kornelli, Jesse Koskenkorva, Jakob Mayenschein, Tyson McLellan, Edwin Schitz, David Stieler, Alex Tonge, Benjamin Zientek, David Zucker |
| Trainer:      | Heiko Vogler |

Saison 2024/25 
| Liga | Hauptrunde | Sp | S  | SnV | NnV | N  | Tore    | Punkte | Play-offs                                          |
| ---- | ---------- | -- | -- | --- | --- | -- | ------- | ------ | -------------------------------------------------- |
| DEL2 | 6. Platz   | 52 | 18 | 11  | 7   | 16 | 163:138 | 83     | Viertelfinale: 2 : 4 Siege gegen den EV Ravensburg |

| Trainer: | Heiko Vogler |